# Hamlet (film 1964)
Hamlet (ros. Гамлет / Gamliet) – radziecki dramat filmowy z 1964 roku w reżyserii Grigorija Kozincewa, oparty na klasycznej tragedii Williama Szekspira. W roli tytułowej wystąpił Innokientij Smoktunowski, Elza Radziņa zagrała Gertrudę, a Anastasija Wiertinska - Ofelię.

## Obsada
- Innokientij Smoktunowski – Hamlet
- Elza Radziņa – Gertruda
- Anastasija Wiertinska – Ofelia
- Władimir Ehrenberg – Horatio
- Michaił Nazwanow – król Klaudiusz
- Wadim Miedwiediew – Gildenstern

## Produkcja
Zdjęcia kręcono na Krymie (Ałupka, Bakczysaraj), w Estonii (Keila-Joa) oraz w Iwangorodzie (twierdza).

## Nagrody i wyróżnienia
- Złoty Glob 1967: nominacja za najlepszy film nieanglojęzyczny
- Nagroda Specjalna Jury na 25. MFF w Wenecji[2]